# Don't Copy That Floppy
Don't Copy That Floppy es el nombre de una publicidad realizada en 1990 por la asociación Software Publishers Association como arma para contraarrestar la copia de software de manera ilegal sin respetar los derechos de autor. En dicha publicidad formaban parte dos jóvenes, los cuales, al intentar hacer uso ilícito del copyright, son espectadores de un rapero que explica el error en la acción de los menores. La escena tiene unos 9 minutos con 37 segundos de duración.

## La secuela
En el año 2009, se publicó en YouTube un nuevo video publicitario, contando con el mismo actor que participó en el primero.